# 3333 Шабер
3333 Шабер (3333 Schaber) — астероїд головного поясу, відкритий 9 жовтня 1980 року.
Тіссеранів параметр щодо Юпітера — 3,141.